# Stanisław Ciesielski (historyk)
Stanisław Jan Ciesielski (ur. 25 kwietnia 1954 w Poznaniu, zm. 1 grudnia 2020 w Pierwoszowie) – polski historyk specjalizujący się w historii najnowszej; absolwent i nauczyciel akademicki na Uniwersytecie Wrocławskim.

## Życiorys
Syn Władysława i Ireny. Po ukończeniu szkoły średniej i pomyślnie zdanym egzaminie maturalnym studiował historię na Uniwersytecie Wrocławskim w latach 1974–1978. Następnie podjął studia doktoranckie, które ukończył w 1982 roku uzyskując stopień naukowy doktora nauk humanistycznych w dziedzinie historii na podstawie pracy nt.: Tradycja w myśli politycznej polskiego ruchu socjalistycznego w latach 1939–1944. Dzięki tej rozprawie zdobył on nagrodę I stopnia na ogólnopolskim konkursie na prace z zakresu historii najnowszej. Stopień naukowy doktora habilitowanego uzyskał w 1990 roku na podstawie rozprawy pt.: Myśl polityczna polskich komunistów w latach 1939–1944. Na stanowisko profesora nadzwyczajnego został powołany w 1994 roku. W 1997 roku uzyskał stanowisko profesora zwyczajnego oraz tytuł profesora nauk humanistycznych z rąk prezydenta Polski Aleksandra Kwaśniewskiego.
Od 1978 roku był pracownikiem naukowo-dydaktycznym Instytutu Historycznego Uniwersytetu Wrocławskiego. Należał do współorganizatorów nowej serii wydawniczej Uniwersytetu Wrocławskiego, poświęconej problemom wschodnim, której tom pierwszy wyszedł w 1997 roku. Zorganizował Podyplomowe Studium Historii w Uniwersytecie Wrocławskim i kierował nim w latach 1993–1995. W latach 1996–2008 pełnił funkcję wicedyrektora do spraw naukowych Instytutu Historycznego UWr. Był członkiem komitetu redakcyjnego kwartalnika IH Polskiej Akademii Nauk "Dzieje Najnowsze".
Jego zainteresowania naukowe koncentrowały się wokół trzech zasadniczych problemów:
- historii polskiej myśli politycznej, ze szczególnym uwzględnieniem myśli socjologicznej, komunistycznej i syndykalistycznej, tak na przełomie XIX i XX wieku, jak i w okresie 1939–1948,
- historii Uniwersytetu Wrocławskiego, w tym przede wszystkim jego zbiorowości studenckiej,
- przymusowych deportacjach polskiej ludności cywilnej w głąb ZSRR i jej losów.

W 2000 otrzymał Nagrodę Historyczną „Polityki” w dziale wydawnictw źródłowych za książkę Przesiedlenie ludności polskiej z kresów wschodnich do Polski 1944–1947.
W 2004 odznaczony Złotym Krzyżem Zasługi.

## Publikacje
Jego dorobek obejmuje 243 prace historyczne, w tym 16 autorskich monografii. Do najważniejszych publikacji Stanisława Ciesielskiego należy zaliczyć:
- Niepodległość i socjalizm. Tradycja w myśli politycznej polskiego ruchu socjalistycznego w latach 1939–1948 (1986)
- Myśl polityczna polskich komunistów w latach 1939–1944 (1990)
- Dylematy i poszukiwania : studia nad polską myślą socjalistyczną 1939–1948 (1991, wspólnie z Jerzym Juchnowskim)
- Polacy w Kazachstanie w latach 1940–1946. Zesłańcy lat wojny (1996) (Nagroda Historyczna Tygodnika „Polityka" za rok 1996 [[11]])
- Wrocław 1956 (1999)
- Przesiedlenie ludności polskiej z kresów wschodnich do Polski 1944-1947 (1999) (Nagroda Historyczna Tygodnika „Polityka" za rok 1999 [12]])
- Represje sowieckie wobec Polaków i obywateli polskich (2000)
- Rosja – Czeczenia. Dwa stulecia konfliktu (2003)
- GUŁag w radzieckim systemie represji 1930–1953 (2005)
- GUŁag. Radzieckie obozy koncentracyjne 1918–1953, Warszawa 2010, Wyd. Instytut Pamięci Narodowej, ISBN 978-83-7629-203-8
- Polityka represyjna w ZSRR w latach II wojny światowej (2014)
- Terror na co dzień. Polityka represyjna w ZSRR 1945-1953 (2015)
- S. Ciesielski, Przymusowe przesiedlenia narodów w ZSRR
- S. Ciesielski, Masowe deportacje w ZSRR — charakterystyka wybranych aspektów zjawiska
- S. Ciesielski, Liczebność zesłańców polskich w Kazachstanie 1940-1946
- S. Ciesielski, Niemcy w myśli politycznej Polskiej Partii Socjalistycznej w latach 1945—1948